# フィリペ・フェレイラ (1990年生のサッカー選手)
フィリペ・フェレイラ（1990年9月27日 - ）はポルトガルのサッカー選手。ポジションはDF。ボアヴィスタFC所属。父のジョゼ・カルロスもサッカー選手であった。

## 経歴
アトレティコ・クルーベ・デ・ポルトゥガルやCFベレネンセスを経て、2013-14シーズンよりプリメイラ・リーガでのプレーを果たす。2016年7月、ベレネンセスとの契約満了に伴いFCパソス・デ・フェレイラに2年契約で加入した。
2018年7月、SKシュトゥルム・グラーツに加入した。しかし出場機会に乏しく、翌年1月にCDナシオナルに期限付き移籍した。
2019年7月、CDトンデラに2年契約で加入した。